# Štramberk
Štramberk település Csehországban, Nový Jičín-i járásban. Štramberk Lichnov, Ženklava, Kopřivnice, Rybí és Závišice településekkel határos. Lakosainak száma 3549 fő (2024. január 1.).

## Népesség
A település lakosságának változását az alábbi diagram mutatja:
| Lakosok száma | 2352 | 2663 | 3348 | 3373 | 3713 | 3408 | 3455 | 3438 | 3467 | 3549 |
|               | 1869 | 1890 | 1921 | 1950 | 1980 | 2001 | 2017 | 2019 | 2022 | 2024 |